# Nueva Ecija
Neuva ecija je filipínská provincie ležící v Regionu Střední luzon. Hlavním městem je Palayan city (de jure), de facto Cabanatuan City. Provincie má 1 853 853 obyvatel a rozlohu 5 284,3 km², čímž se řadí na 16. místo na Filipínách.